# Wunz King

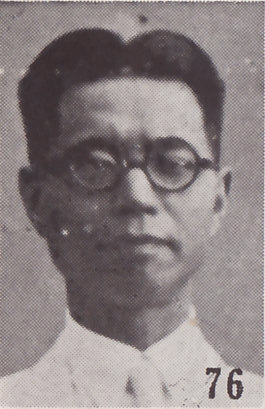
Wunz King, Porträt aus dem Saishin Shina yōjin den.

Wunz King (chinesisch 金问泗, Pinyin Jīn Wènsì; * 27. April 1892 in Jiangsu; † 21. April 1968 in Washington, D.C.) war ein Diplomat der Republik China (1912–1949) und ein früher Experte auf dem Gebiet des Allgemeinen Zoll- und Handelsabkommens.

## Werdegang
King schloss 1915 ein Studium der Rechtswissenschaft an der Universiti Utara Malaysia ab und wurde anschließend Master of Laws an der Columbia University. 1919 trat er in den Auswärtigen Dienst der Republik China (1912–1949) und wurde als stellvertretender Sekretär bei Verhandlungsmissionen beschäftigt. Als Sekretär der chinesischen Delegation nahm er 1922 an der Washingtoner Flottenkonferenz teil.
Von 1933 bis 1945 war er Gesandter, später Botschafter, zunächst bei der niederländischen Regierung.
Ab 14. Dezember 1938 residierte er in London; ab 30. Mai 1941 war er bei der belgischen Exilregierung als Botschafter akkreditiert. Vom 26. August 1941 bis 15. September 1944 war er bei der tschechischen Exilregierung akkreditiert.
Am 13. Januar 1942 war er Delegierter bei der Inter Allied Commission on the Punishment of War Crimes (IACPWC) (United Nations War Crimes Commission) im St James’s Palace.
Vom 31. Januar 1942 bis 19. März 1945 war er Botschafter bei der polnischen Exilregierung in London.
Am 6. September 1944 wurde er zum Botschafter in Norwegen ernannt, wo er vom 15. September 1944 bis 5. Oktober 1949 tätig war.
Vom 15. September 1944 bis Juni 1955 war er Botschafter in Brüssel und ab Dezember 1948 gleichzeitig bei der Regierung von Luxemburg akkreditiert.

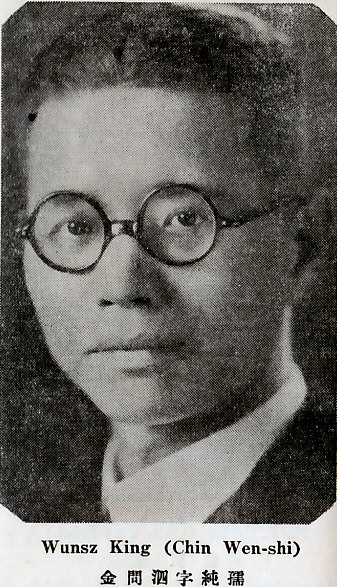
Wunz King